# Thorellius atrox
El escorpión o alacrán negro de la costa (Thorellius atrox) es un arácnido perteneciente a la familia Vaejovidae del orden Scorpiones. Esta especie fue descrita por Hoffman en 1931. El nombre del género Thorellius es patronímico en honor al aracnólogo Tord Tamerlan Teodor Thorell (1830-1901). El nombre específico atrox proviene de las palabras en latín āter que significa “negro” y el sufijo -ōx.

## Clasificación y descripción
Es de color negro casi completamente; el borde anterior del carapacho carece de hendidura conspicua, si está presente nunca se extiende hacia los ojos laterales, zona media recta o con muescas sutiles y anchas; basitarso de la pata III con 9 macrosetas retroventrales completamente desarrolladas; en las hembras, segmentos metasomales I-III con una carina ventromedial usualmente lisa a granular, carina de la quela usualmente lisa a fuertemente jaspeada ; patela del pedipalpo con 19 tricobotrias; carinas muy desarrolladas; las hembras tienen entre 19-20 dientes pectinales.

## Distribución
Esta especie es endémica de México y se distribuye en los estados de Jalisco, Michoacán y Colima.

## Ambiente
Es de ambiente terrestre. Las especies del género Thorellius son consideradas de hábitos pelófilos debido a que construye sus galerías en suelos compactos, se les puede encontrar bajo piedras y el tipo de hábitat que ocupan es el de bosque caducifolio subtropical se les puede encontrar desde el nivel del mar hasta los 1700 msnm.

## Estado de conservación
Hasta el momento en México no se encuentra en ninguna categoría de protección, ni en la Lista Roja de la IUCN (International Union for Conservation of Nature) ni en CITES (Convención sobre el Comercio Internacional de Especies Amenazadas de Fauna y Flora Silvestres).